# Mistrzostwa Europy w Koszykówce Mężczyzn 1949
VI Mistrzostwa Europy w koszykówce mężczyzn – odbyły się w dniach 15–22 maja 1949 roku w stolicy Egiptu, Kairze. W turnieju udział wzięło 7 drużyn. Mecze odbywały się w jednej grupie, systemem każdy z każdym (po jednym spotkaniu), bez systemu pucharowego. Końcowa kolejność w tabeli była jednocześnie klasyfikacją końcową całych Mistrzostw.

## Tabela[3]
| Miejsce | Drużyna  | Punkty | W | P | K+  | K-  | Różn. |
| ------- | -------- | ------ | - | - | --- | --- | ----- |
|         | Egipt    | 12     | 6 | 0 | 346 | 216 | +130  |
|         | Francja  | 11     | 5 | 1 | 281 | 199 | +82   |
|         | Grecja   | 10     | 4 | 2 | 269 | 241 | +28   |
| 4       | Turcja   | 9      | 3 | 3 | 247 | 256 | -9    |
| 5       | Holandia | 8      | 2 | 4 | 174 | 255 | -81   |
| 6       | Syria    | 7      | 1 | 5 | 219 | 287 | -68   |
| 7       | Liban    | 6      | 0 | 6 | 183 | 265 | -82   |

### Wyniki spotkań[1]
| Grecja   | 46 - 28 | Holandia |
| Egipt    | 71 - 44 | Syria    |
| Liban    | 36 - 45 | Grecja   |
| Francja  | 58 - 35 | Holandia |
| Holandia | 40 - 37 | Syria    |
| Francja  | 43 - 26 | Liban    |
| Grecja   | 54 - 41 | Turcja   |
| Francja  | 47 - 33 | Turcja   |
| Liban    | 28 - 38 | Syria    |
| Holandia | 23 - 54 | Egipt    |
| Francja  | 41 - 36 | Grecja   |
| Liban    | 30 - 57 | Egipt    |
| Syria    | 33 - 43 | Turcja   |
| Liban    | 22 - 34 | Holandia |
| Turcja   | 44 - 57 | Egipt    |
| Syria    | 45 - 49 | Grecja   |
| Turcja   | 38 - 24 | Holandia |
| Egipt    | 50 - 39 | Grecja   |
| Francja  | 56 - 22 | Syria    |
| Turcja   | 48 - 41 | Liban    |
| Francja  | 36 - 57 | Egipt    |

## Klasyfikacja medalowa
| Złoto | Srebro  | Brąz   |
| Egipt | Francja | Grecja |

## Składy finalistów
1. Egipt: Youssef Mohammed Abbas, Youssef Kamal Abouaouf, Fouad Abdelmeguid el-Kheir, Gabriel Armand "Gaby" Catafago, Nessim Salah el-Dine, Abdelrahman Hafez Ismail, Hussein Kamel Montasser, Mohammed Ali el-Rashidi, Wahid Chafik Saleh, Mohammed Mahmud Soliman, Albert Fahmy Tadros, Medhat Mohammed Youssef, (Kapitan: Ahmed Hassaan) (Trener: Carmine "Nello" Paratore)
2. Francja: André Buffière, Robert Busnel, René Chocat, Jacques Dessemme, Maurice Desaymonnet, Louis Devoti, Jacques Favory, Fernand Guillou, Jean Perniceni, Jean-Pierre Salignon, Jean Swidzinski, André Vacheresse, Jacques Freimuller, Marc Quiblier (Trener: Robert Busnel)
3. Grecja: Alekos Apostolidis, Stelios Arvanitis, Nikos Bournelos, Thanasis Kostopoulos, Giannis Lambrou, Fedon Mattheou, Nikos Nomikos, Missas Pantazopoulos, Nikos Skylakakis, Alekos Spanoudakis, Takis Taliadoros, Sokratis Apostolidis (Trener: Georgios Karatzopoulos)
4. Turcja: Huseyin Öztürk, Samim Göreç, Avram Barokas, Vitali Benazus, Hasim Tankut, Ali Uras, Mehmet Ali Yalım, Tevfik Tankut, Sacit Seldüz, Erdoğan Partener, Ayduk Koray, Candas Tekeli